# Bäsksele
Bäsksele (Zuid-Samisch: Beetske) is een plaats in de gemeente Vilhelmina in het landschap Lapland en de provincie Västerbottens län in Zweden. De plaats heeft 74 inwoners (2005) en een oppervlakte van 20 hectare. De plaats ligt aan het meer Bäskselet.

## Verkeer en vervoer
Bij de plaats loopt de Länsväg 360.
Bestuurscentrum: Vilhelmina (Tätort)
Småort: Bäsksele · Dikanäs · Klimpfjäll · Latikberg · Laxbäcken · Lövliden · Malgovik · Meselefors · Nästansjö · Saxnäs · Skansholm · Storseleby
Overig: Aronsjö · Fatmomakke · Kittelfjäll · Siksjönäs · Stalon · Strömnäs · Svannäs